# Шидловский, Сергей Олегович
Серге́й Оле́гович Шидло́вский (бел. Сяргей Алегавіч Шыдлоўскі, род. 26 декабря 1973 г., с. Экимань Полоцкого района, Витебская область) — белорусский этнолог, историк, кандидат исторических наук (2009), доцент (2012). Также известен как эссеист.

## Биография
Родился 26 декабря 1973 года в селе Экимань Полоцкого района Витебской области. Окончил исторический факультет Белорусского государственного университета (1991—1996). В 1996 г. начал работать преподавателем кафедры философии и культурологии Полоцкого государственного университета.
Окончил заочную аспирантуру Института искусствоведения, этнографии и фольклора имени Кондрата Крапивы НАН Беларуси национальной академии наук Беларуси. В 2009 г. защитил кандидатскую диссертацию. В 2012 г. — стал доцентом.
В 2006—2008 г. работал преподавателем кафедры социально-гуманитарных дисциплин ПГУ. В 2008—2012 годах — преподаватель (с 2011 г. — доцент), в 2013—2014 годах — заведующий кафедрой отечественной и всеобщей истории ПГУ, с 2014 года — доцент кафедры истории и туризма ПГУ. Женат (жена — белорусский психолог И. Н. Андреева).

## Научная работа
Сфера научных интересов — культура белорусского дворянства, история Беларуси XIX века. Защитил кандидатскую диссертацию по теме «Культура привилегированного сословия Беларуси первой половины XIX века» (научный руководитель — доктор исторических наук И. В. Чаквин).
Автор более 70 научных и научно-методических работ, среди которых монографии «Культура привилегированного сословия Беларуси: 1795—1864 гг.» (2011; ISBN 978-985-08-1241-4) и «Памеснае дваранства Беларусі : канец XVIII — пачатак ХХ ст.: этналагічнае даследаванне» (2022; ISBN 978-985-08-2882-8). Один из авторов коллективных монографий «Очерки истории культуры Беларуси», Т. 1 (2013; ISBN 978-985-08-1567-5) и «Этнокультурные процессы Белорусского Подвинья (Витебщины) в прошлом и настоящем» (2017; ISBN 978-985-08-2233-8).

## Творчество
Член Общества Свободных Литераторов. Печатался с 1993 года в еженедельнике «Наша Ніва», альманахе «Ксеракс Беларускі», журналах «Калосьсе», «Arche», «Маладосць». Перевел с польского на белорусский язык мемуары Эдварда Масальского (печаталась в журнале «Маладосць», № 6-9 за 2014 год).
В 2016 г. вышла книга эссе «Музеум».
Финалист (совместно с Ириной Андреевой) конкурса на создание произведений драматического театра «Франциск Скорина и современность» с пьесой «Виры своя» (Диплом первой степени, 2016).